# Richard Knötel
Richard Knötel (ur. 12 stycznia 1857 w Głogowie, zm. 26 kwietnia 1914 w Berlinie) – niemiecki malarz, rysownik, litograf, pisarz i ilustrator, uważany za najwybitniejszego przedstawiciela niemieckiego malarstwa historycznego swoich czasów oraz za prekursora nowoczesnej mundurologii.

## Biografia
Richard Knötel był synem Augustina, nauczyciela, malarza i pisarza. Początkowo lekcje rysunku pobierał od ojca, następnie studiował w Pruskiej Akademii Sztuk Pięknych w Berlinie (od 1880). Zajmował się historią wojskowości, a zwłaszcza umundurowania, w związku z czym zgromadził znaczącą kolekcję książek poświęconą tym zagadnieniom. Pracował jako ilustrator dla magazynów „Illustrirte Zeitung”, „Daheim”, „Über Land und Meer” oraz jako rysownik dla „Berliner Kalender” i Verein für die Geschichte Berlins.
Knötel ilustrował wiele prac dotyczących wojskowości. W 1883 r. wydał traktat Die preußische Armee von den ältesten Zeiten bis zur Gegenwart poświęcony dziejom armii pruskiej. Wykonał ilustracje do książki Das Militär-Bilderbuch. Die Kriegsheere Europas z tekstem podpułkownika Hermanna Vogta, wydanej w 1885 r. Jego najsłynniejszym dziełem jest jednak 18-tomowe Uniformenkunde (Grosse Uniformenkunde, 1890-1914), wykorzystywana do dziś, bogato ilustrowana praca źródłowa o mundurach.
Richard Knötel był jednym z członków założycieli Deutsche Gesellschaft für Heereskunde e. V. (1898).
Ponadto wraz ze swoim przyjacielem, malarzem historycznym Carlem Röchlingiem, zilustrował dwie cenione książki dla dzieci Der Alte Fritz in 50 Bildern für Jung und Alt (1895) oraz Die Königin Luise in 50 Bildern für Jung und Alt (1896).
Od 1908 r. na zlecenie Ludwiga Stollwercka, producenta czekolady z Kolonii, dostarczał projekty obrazów do kart kolekcjonerskich firmy Stollwerck.
Jako malarz historyczny Knötel znany był w Niemczech ze swoich scen batalistycznych.
Richard Knötel został pochowany na cmentarzu katolickim św. Macieja w Berlinie.
Miał młodszego brata Paula, historyka sztuki, autora publikacji o historii i kulturze Śląska. Jego syn Herbert również został malarzem i zyskał sobie przydomek Knötel Młodszy.

## Galería

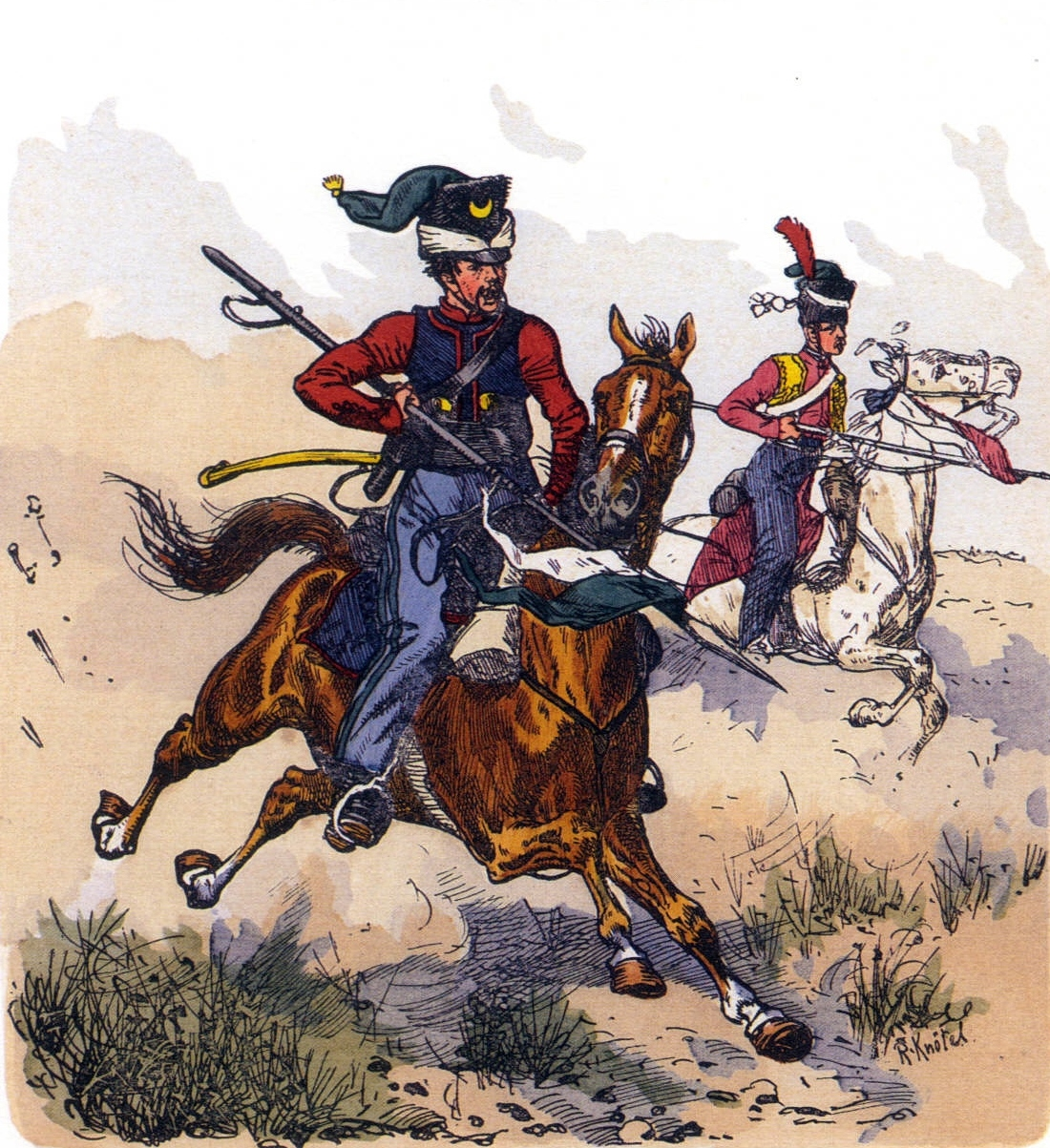
Tatarzy litewscy w Gwardii Cesarskiej(inne języki)
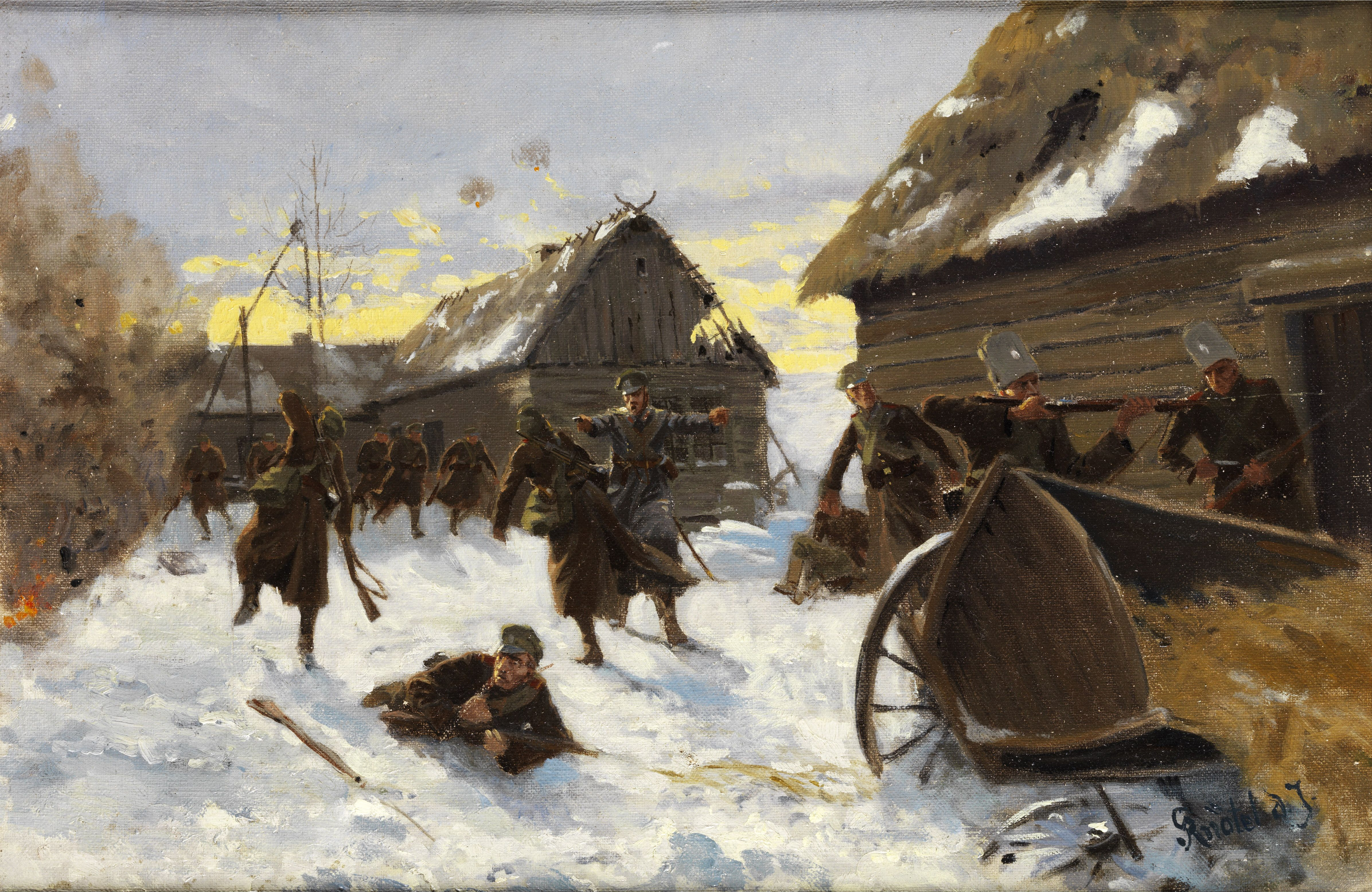
Walka w zaśnieżonej wiosce (I wojna światowa)
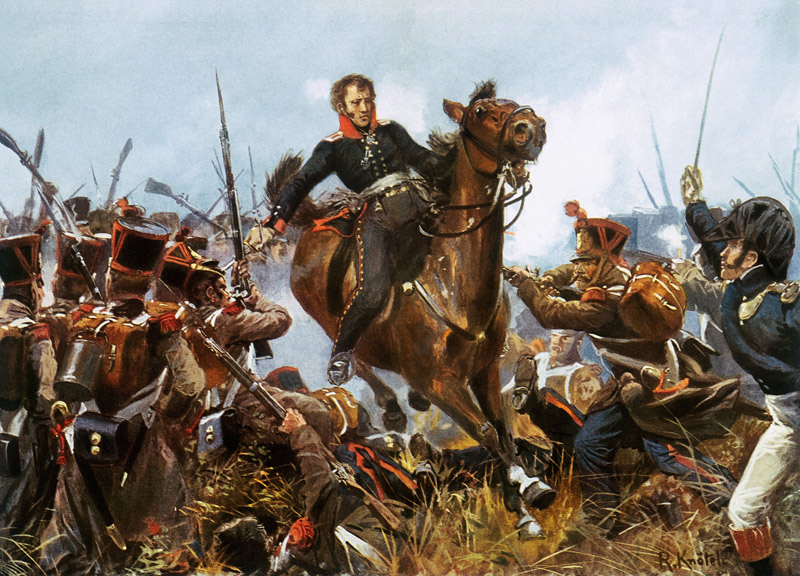
Napoleon w bitwie pod Lipskiem
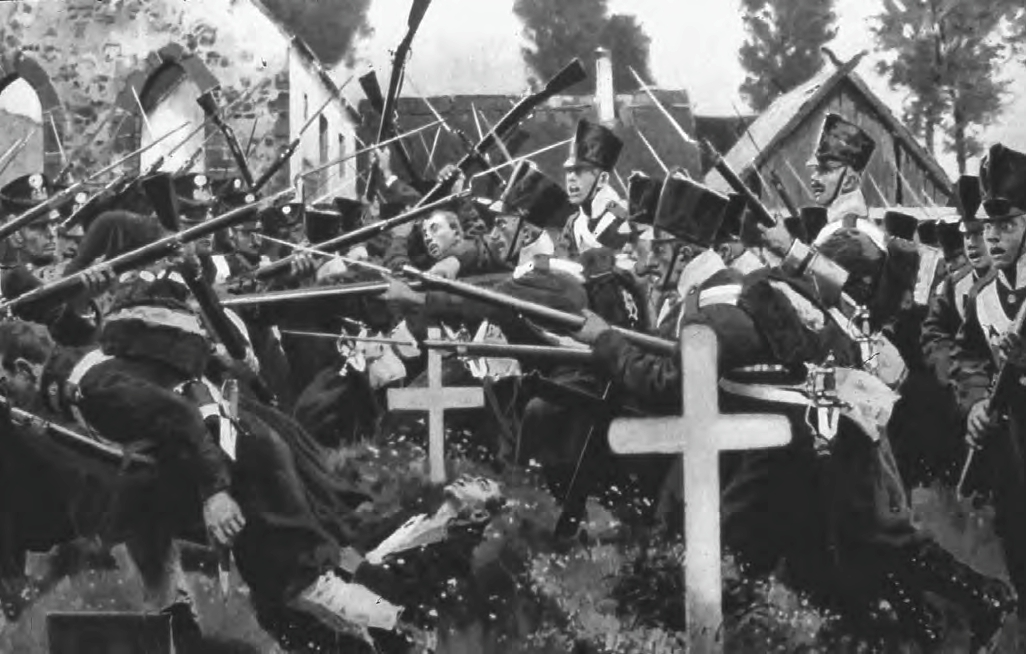
Walka wręcz w trakcie bitwy pod Großbeeren (1813)
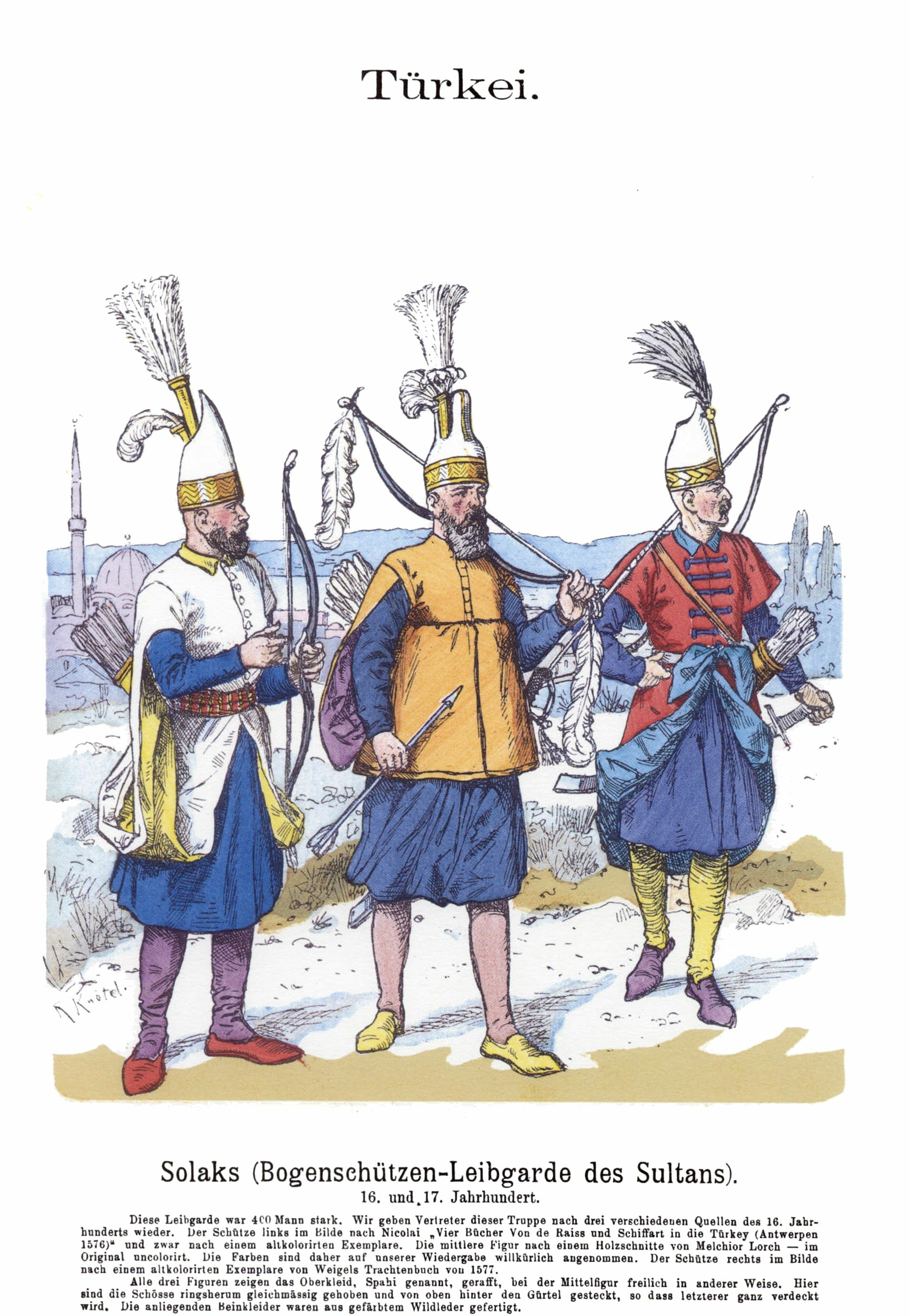
Sołacy (sołaki) – łucznicy z gwardii osmańskiej (XVI-XVII w.)
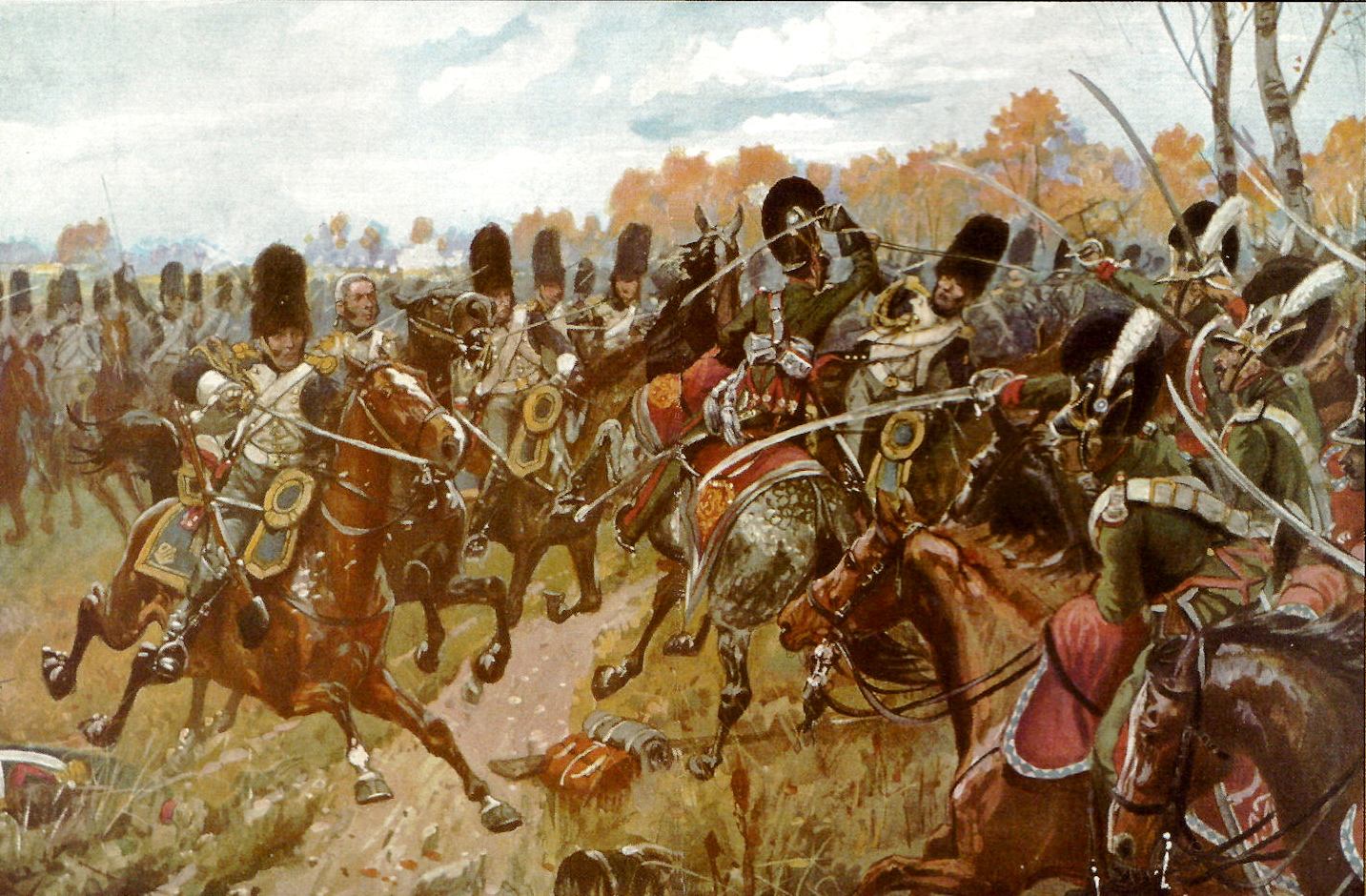
Bitwa pod Hanau (1813)
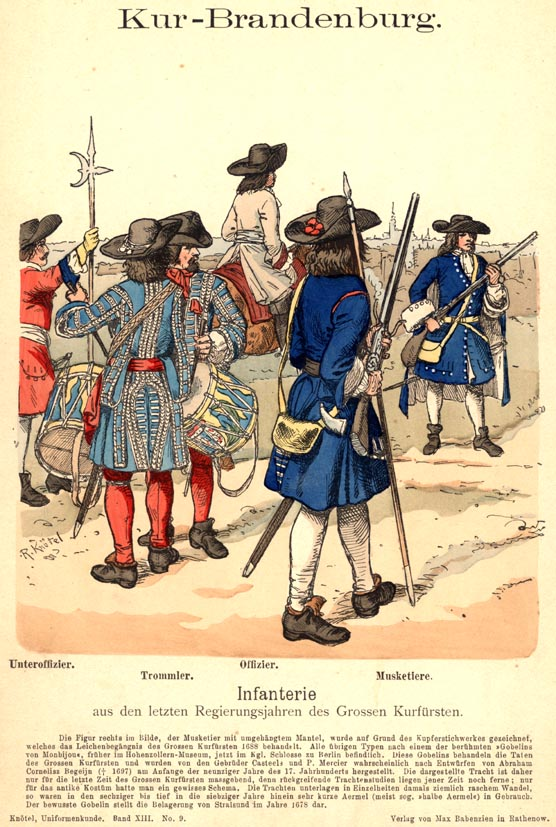
Piechurzy brandenbursko-pruscy z ostatnich lat panowania Wielkiego Elektora (XVII w.)
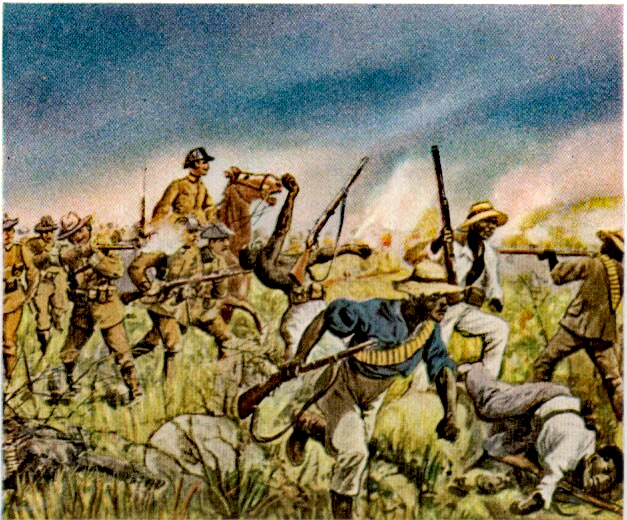
Walki z Hererami (1904)
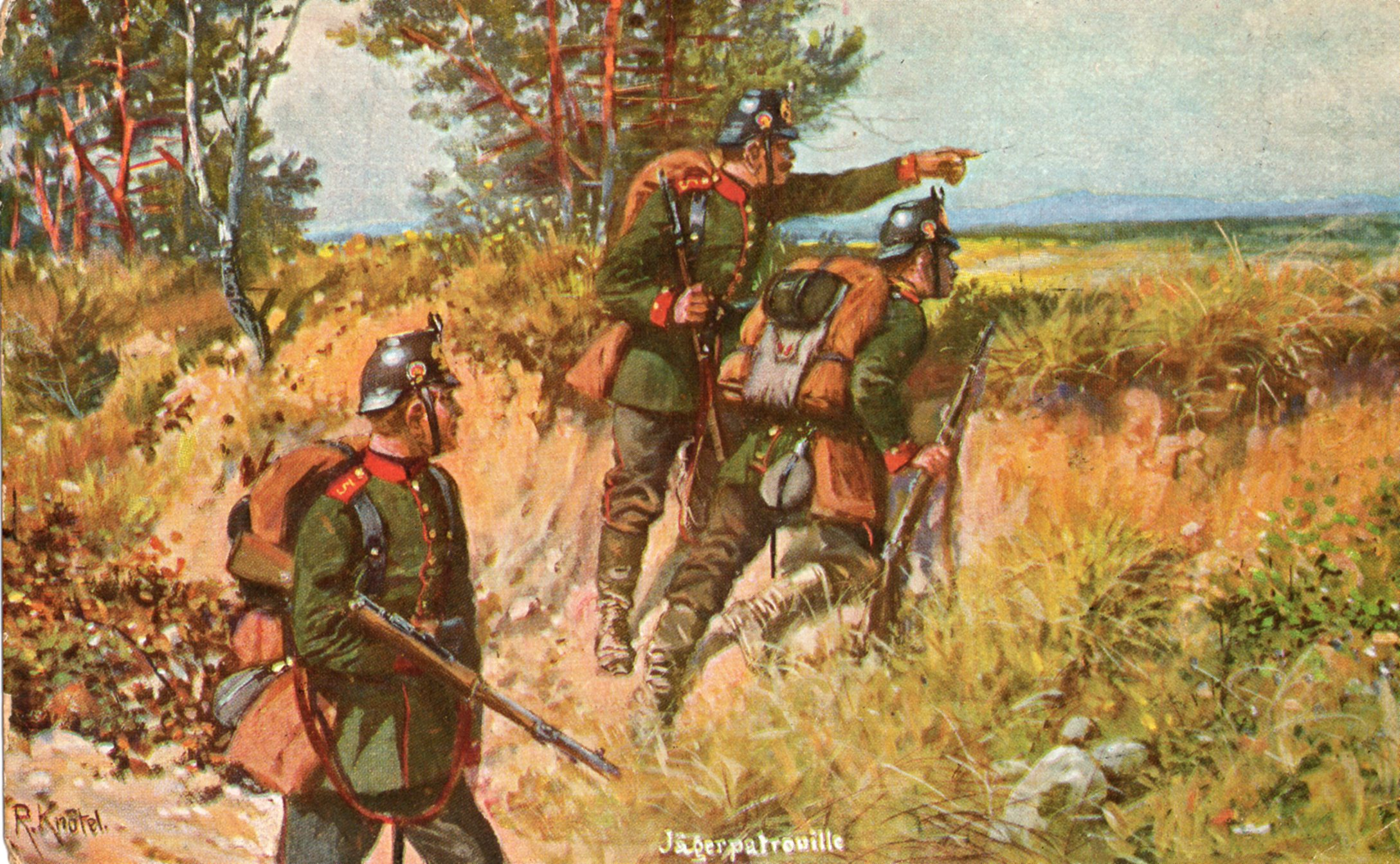
Patrol jegrów (1910)
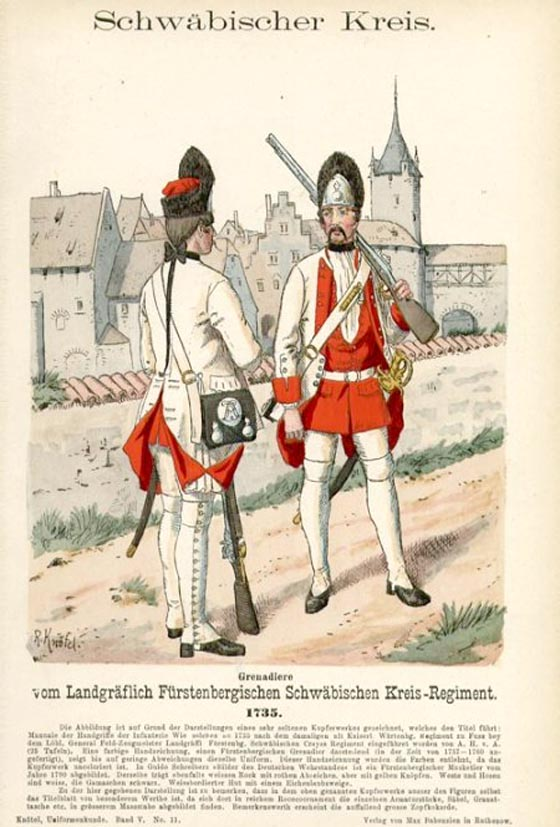
Szwabscy grenadierzy w bermycach i grenadierkach (1735)
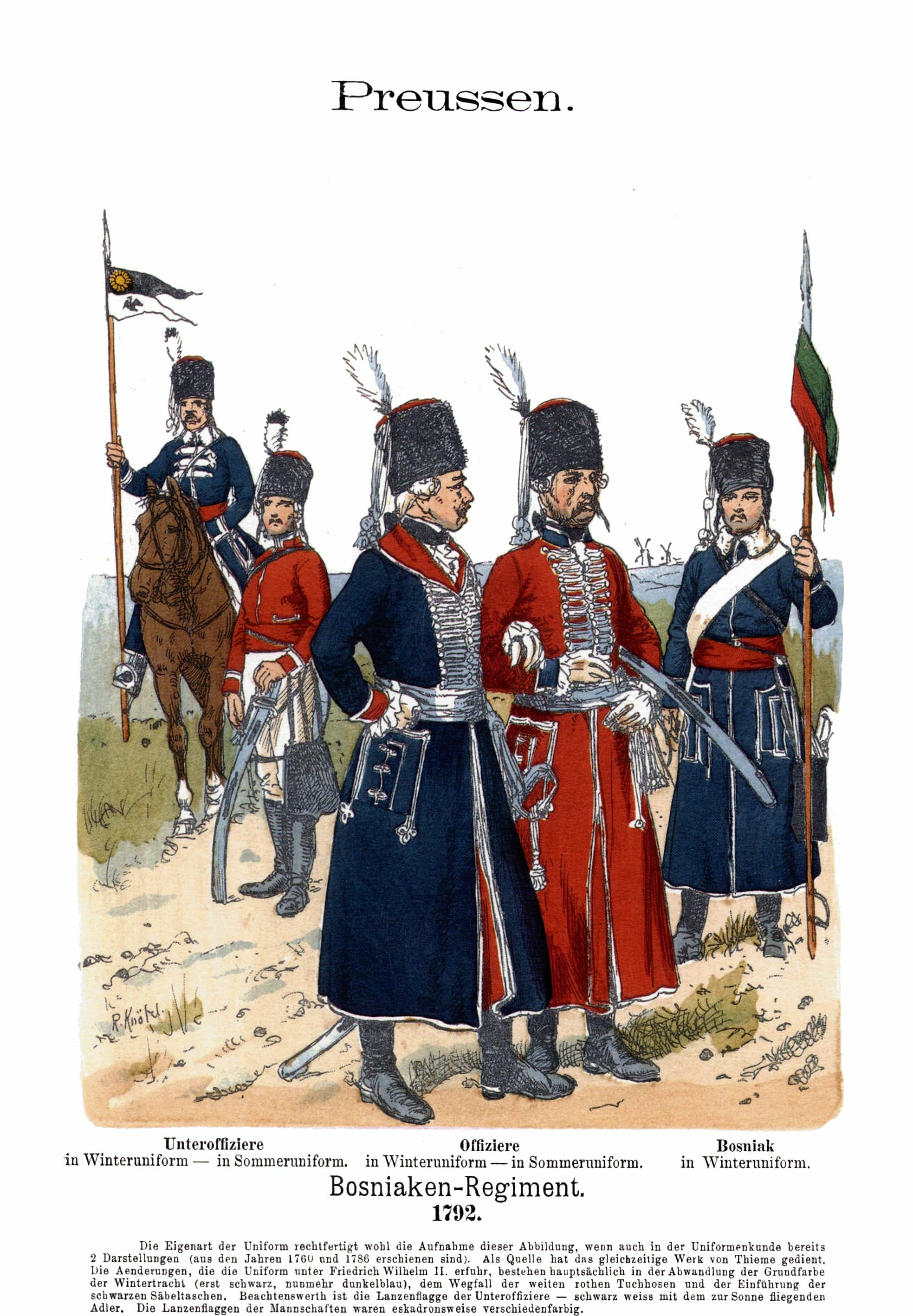
Pruscy „bośniacy” w mundurach zimowych (1792)
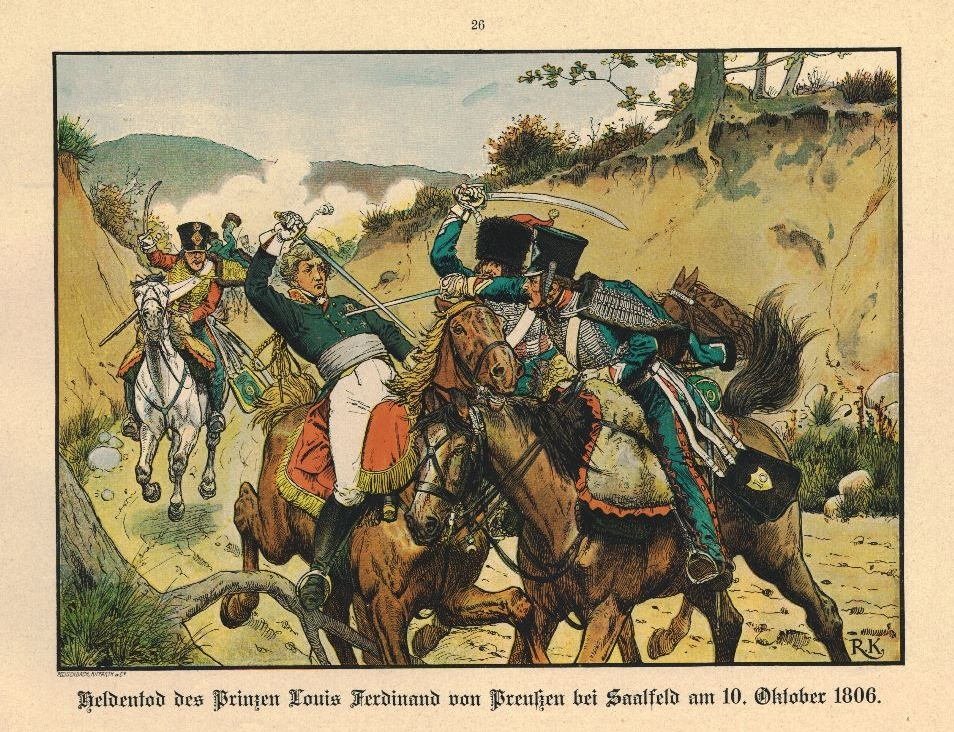
Bohaterska śmierć księcia Ludwika Ferdynanda pod Saalfeld (1806)
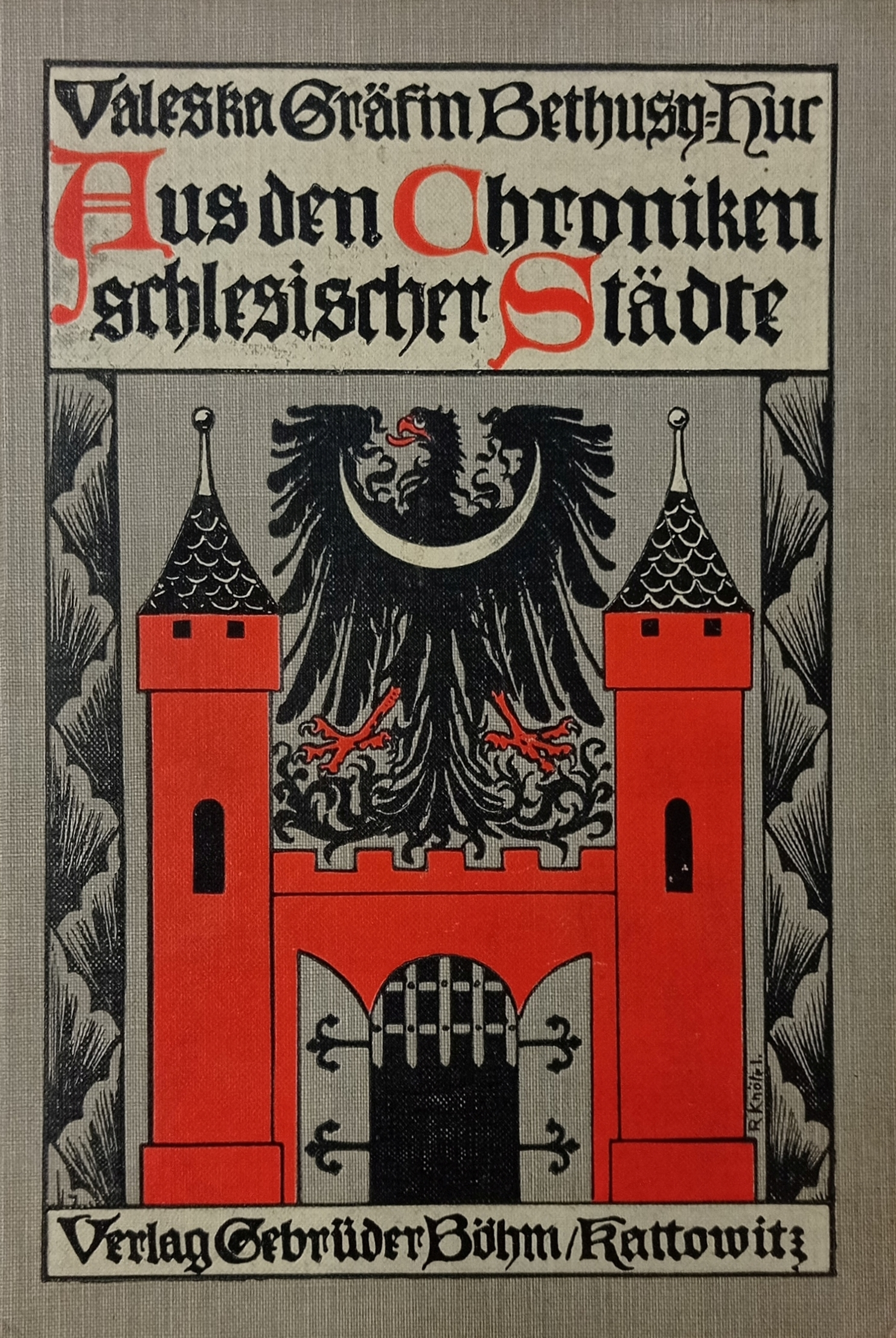
Okładka książki Aus den Chroniken Schlesischer Städte z 1911 roku